# Поручи

Поручи

По́ручи, нарука́вники (греч. ἐπιμανίκια) — в православной церкви часть богослужебного облачения духовенства, предназначенное для стягивания рукавов подризника у священников и епископов. Также поручи входят в облачение диакона.

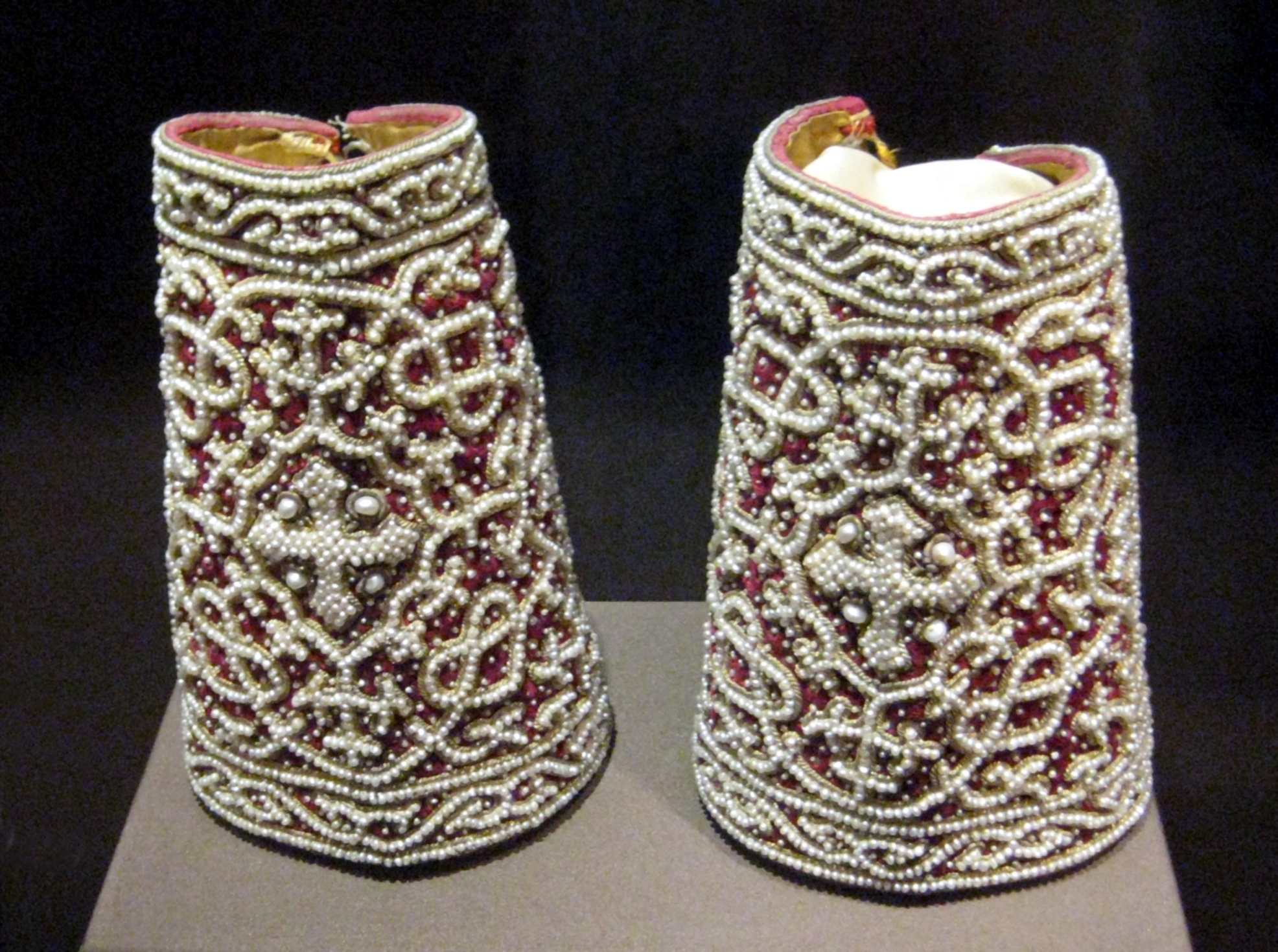
Поручи патриарха Никона, XVII век

Представляют собой широкие полосы из плотной материи с изображением креста посередине. Охватывая руки в запястье, поручи соединяются с внутренней стороны руки шнуром. При этом знамение креста оказывается на внешней стороне рук. Так как архиерей и священник во время богослужении изображают Христа, то поручи имеют аллегорическое значение тех уз, которыми был связан Иисус Христос. Русское название облачения — поручи означает, что священник во время богослужения вверяет (поручает) себя Иисусу Христу. Перед совершением полной Литургии при облачении нарукавника на свою правую руку все священнослужители произносят молитву:

«Десни́ца Твоя́, Го́споди, просла́вися в кре́пости. Десна́я Твоя́ рука́, Го́споди, сокруши́ враги́ и мно́жеством сла́вы Твоея́ стерл еси́ супоста́ты.»
— Исх. 15:6-7
При облачении нарукавника на левую руку произносится молитва:

«Ру́це Твои́ сотвори́сте мя и созда́сте мя. Вразуми́ мя и научу́ся за́поведем Твои́м.»
— Пс. 118:73
В богослужебной литературе поручи упоминаются с XII века.